# Utah teapot

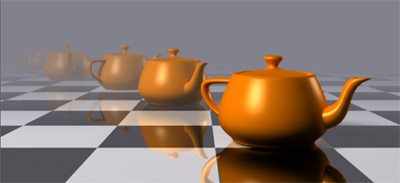
Ein gerendertes Bild mit Utah-Teekannen

Die sogenannte Utah-Teekanne (englisch: Utah teapot) gehört zu den ältesten und bekanntesten 3D-Modellen der Computergrafik. Es handelt sich um ein einfaches Oberflächenmodell einer Teekanne, bei der der Innenhohlraum nicht einsehbar ist. Martin Newell entwickelte sie 1975 im Rahmen seiner computergrafischen Forschungsarbeit an der Universität von Utah.

## Ursprung

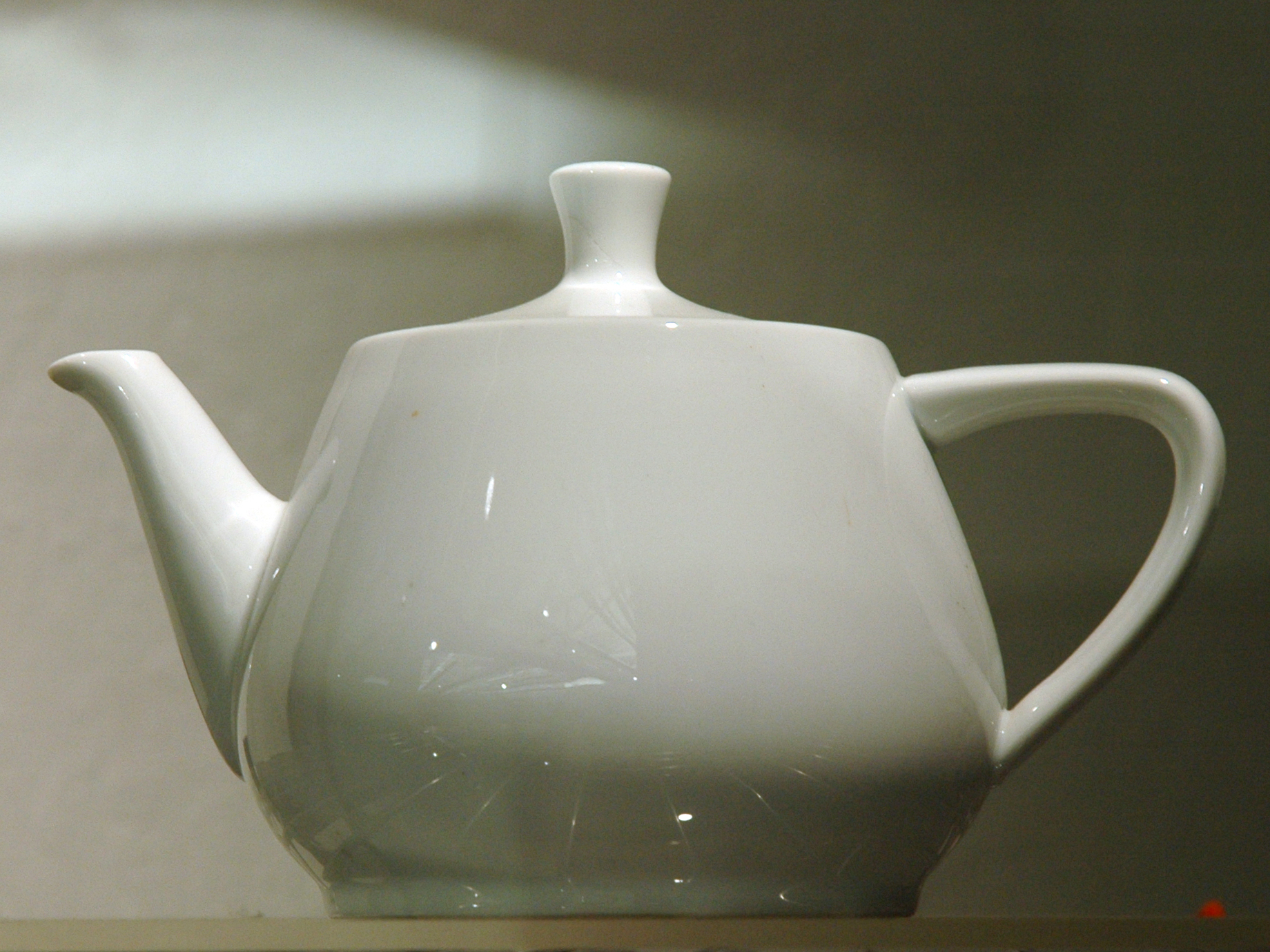
Die Original-Teekanne, heute im Computer History Museum zu sehen

Newell benötigte ein einfaches mathematisches Modell eines Gebrauchsgegenstandes für seine Arbeit, und die Melitta-Teekanne seiner Frau schien geeignet: Die Form hat einige für die damaligen Zwecke notwendigen Eigenschaften; sie ist rund, hat Sattelpunkte und konkave Elemente (besonders das Loch im Griff) und sieht auch ohne aufwändige Oberflächentextur recht ansprechend aus.
Nachdem Newell eine Beschreibung der Teekanne als Bézier-Fläche entwickelt hatte, übernahmen andere Forschungsgruppen das Modell für ihre Arbeit, sodass das Objekt zu einem Referenzmodell für Computergrafik wurde.
Das Original schenkte Newell dem Computer History Museum in Kalifornien, wo es in der Dauerausstellung platziert ist. Hergestellt wurde die Teekanne in der Friesland Porzellanfabrik in Rahling, Niedersachsen, die von 1954 bis 1991 unter der Marke Melitta fertigte. Ein Brand im Werk von Friesland beendete die Produktion der Serie am 29. Juni 2023.

## Verbreitung
In Computerzeitschriften wurden über die Jahre regelmäßig Varianten der Teekanne präsentiert und bekannte 3D-Softwareprodukte enthalten heute meist Beispielbilder oder -szenen, die die Teekanne enthalten. Die OpenGL-Grafikbibliothek GLUT enthält sogar eine Funktion namens glutSolidTeapot() und das 3D-Animationsprogramm 3d Studio Max enthält bis heute die Teekanne als Grundkonstruktionsobjekt in einer Ebene mit dem Zylinder und dem Quader.
Inzwischen hat sich die Teekanne zu einer Art Running Gag in der Computergrafikszene entwickelt, und das Modell wurde in den ersten computeranimierten Kurzfilmen und später auch in großen Kinofilmen „versteckt“. Die Teekanne ist in Die Monster AG, Toy Story und in der Disney-Produktion Die Schöne und das Biest zu entdecken. Auch im Computerspiel Serious Sam: The First Encounter ist sie im Rahmen einer Benchmark-Spielstufe zu finden. Außerdem findet sie sich im Windows-Bildschirmschoner (nur Versionen Windows 95/98/NT) 3D-Rohre, wo sie zufallsgesteuert (sehr selten) statt einer normalen Eckverbindung der Rohre dargestellt wird. Auch der Open-GL-Bildschirmschoner Pipes für X-Window-Systeme baut die Teekanne gelegentlich in unterschiedlichen Lagen in die Rohrwege ein.
Die Firma Pixar brachte 2014 zu Promotionszwecken für die Software RenderMan den Walking Teapot als Kurzfilm und Spielzeug heraus. Die Fakultät für Computer Graphics an der Universität von Utah hat nicht nur die Kanne als Logo gewählt, sondern richtet einen jährlichen Utah Teapot Rendering-Wettbewerb aus.

## Weitere 3D-Modelle
Weitere bekannte Testmodelle der 3D-Computergrafik sind die Standard Procedural Databases von Eric Haines, die oft zur Performancemessung von Raytracing-Beschleunigungstechniken verwendet werden, die Cornell Box, sowie die Modelle des Stanford 3D Scanning Repository.
Die kostenlose 3D-Software Blender verwendet ein Low-Poly-Modell eines Affenkopfs, Suzanne genannt.